# Fisch (Saargau)

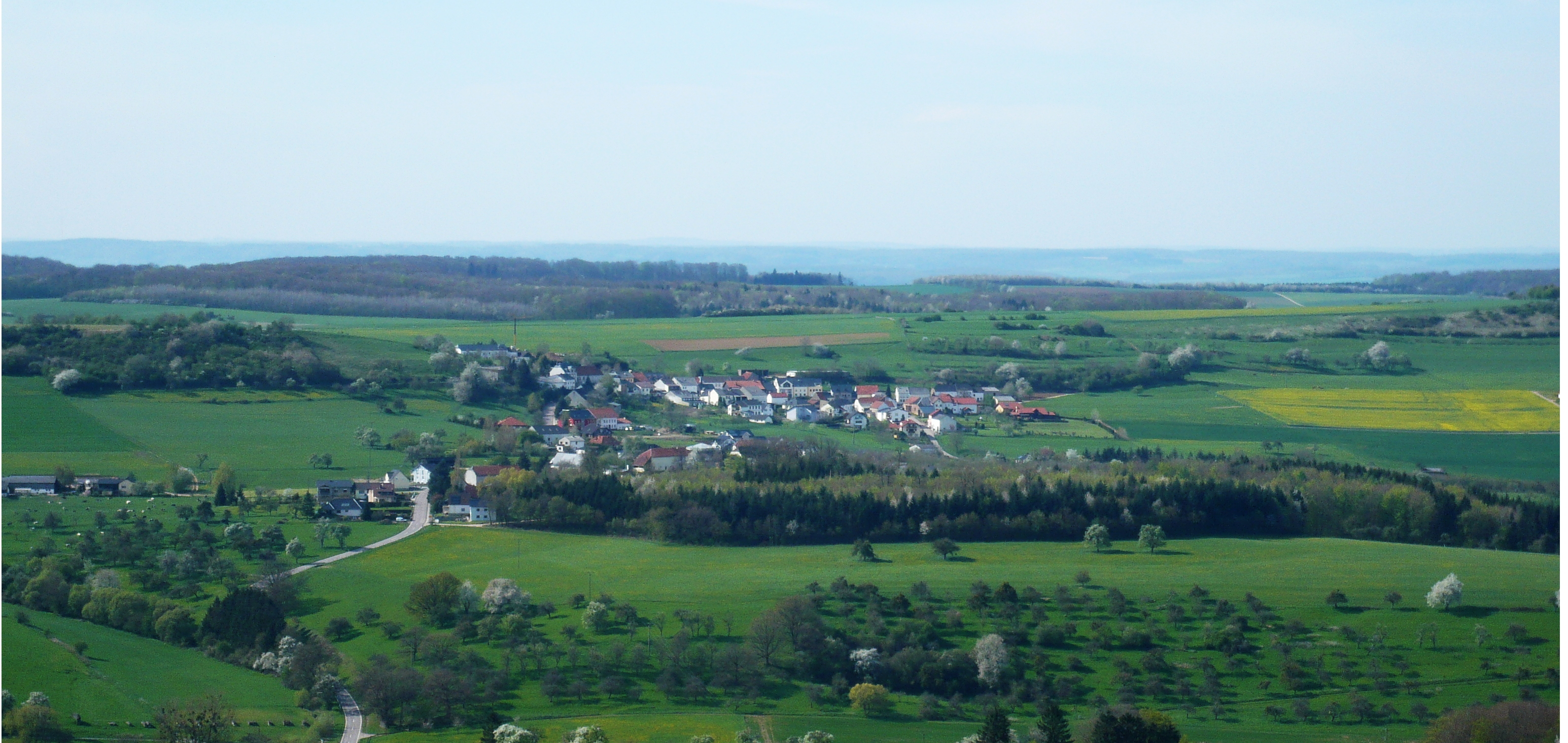
Ortsgemeinde Fisch

Fisch ist eine Ortsgemeinde im Landkreis Trier-Saarburg in Rheinland-Pfalz. Sie gehört der Verbandsgemeinde Saarburg-Kell an.

## Geographische Lage
Der Ort liegt im Saargau zwischen der Saar und der Obermosel unweit der Grenze zu Luxemburg im Westen. Umliegende Gemeinden sind Mannebach, Saarburg, Merzkirchen und Wincheringen. Die nächstgelegene Großstadt ist Trier, etwa 18 km im Nordosten. Fisch liegt in unmittelbarer Nähe des historischen Jakobswegs Köln–Prüm–Trier–Metz (Frankreich) und der heutigen Route Trier–Perl.
Westlich von Fisch verlief die Römerstraße Metz–Trier, heute teilweise als Kreisstraße 111.
Zur Gemeinde gehören noch die Wohnplätze Siedlung Alleestraße, Alterhof, Maklich und Im Viezgarten.

## Geschichte
Der Ortsname Fisch kommt vom lateinischen aedificium (Gehöft) und weist auf eine frühere römische Gutsanlage hin. Um 1150 wurde der Ort als vischus erstmals urkundlich erwähnt.
Im Dreißigjährigen Krieg wurden hier befindliche Hofgüter der Herren von Warsberg zerstört. Bis zur Eroberung durch französische Truppen 1794 gehörte Fisch zur luxemburgischen Herrschaft Wincheringen.
Am 18. Juli 1946 wurde die Gemeinde Fisch gemeinsam mit weiteren 80 Gemeinden der Landkreise Trier und Saarburg dem im Februar 1946 von der übrigen französischen Besatzungszone abgetrennten Saargebiet angegliedert, das zu der Zeit nicht mehr dem Alliierten Kontrollrat unterstand. Am 6. Juni 1947 wurde diese territoriale Ausgliederung bis auf 21 Gemeinden wieder zurückgenommen, damit kam der Ort an das 1946 neugebildete Land Rheinland-Pfalz.
Bevölkerungsentwicklung
Die Entwicklung der Einwohnerzahl der Gemeinde Fisch, die Werte von 1871 bis 1987 beruhen auf Volkszählungen:
| Jahr | Einwohner |
| ---- | --------- |
| 1815 | 161       |
| 1835 | 210       |
| 1871 | 226       |
| 1905 | 269       |
| 1939 | 305       |
| 1950 | 302       |

| Jahr | Einwohner |
| ---- | --------- |
| 1961 | 309       |
| 1970 | 292       |
| 1987 | 246       |
| 2005 | 312       |
| 2011 | 360       |
| 2017 | 415       |

## Politik

### Gemeinderat
Der Ortsgemeinderat in Fisch besteht aus acht Ratsmitgliedern, die bei der Kommunalwahl am 9. Juni 2024 in einer Mehrheitswahl gewählt wurden, und dem ehrenamtlichen Ortsbürgermeister als Vorsitzendem.

### Bürgermeister
Otmar Wacht wurde am 16. Juni 2014 Ortsbürgermeister von Fisch. Bei der Direktwahl am 26. Mai 2019 wurde er mit einem Stimmenanteil von 94,91 % und am 9. Juni 2024 als einziger Bewerber mit 88,7 % jeweils für weitere fünf Jahre in seinem Amt bestätigt.
Wachts Vorgänger Dieter Schmitt (CDU) hatte das Amt 25 Jahre ausgeübt, war 2014 aber nicht erneut angetreten.

## Sehenswürdigkeiten

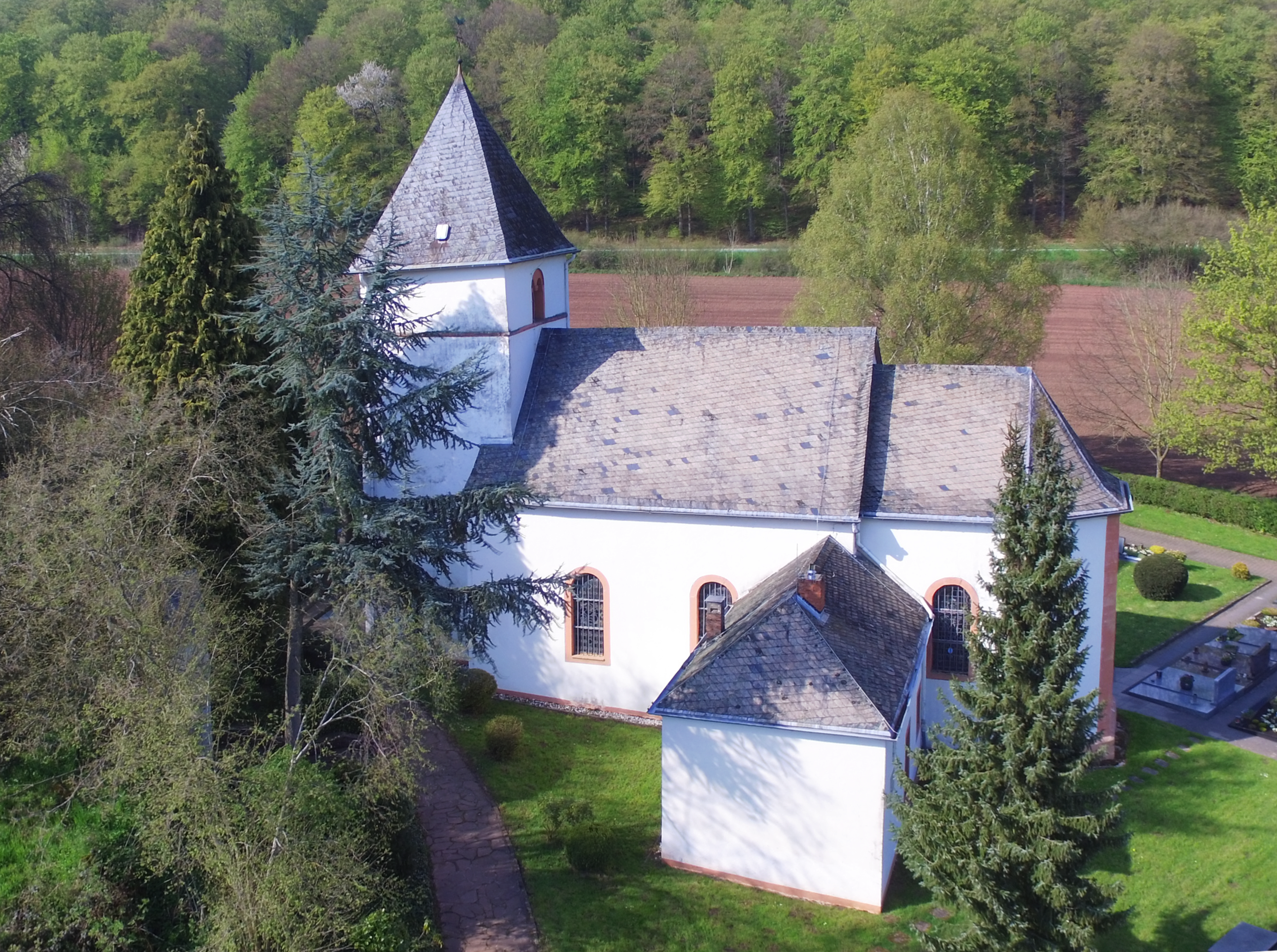
Rehlinger Kirche St. Jakobus

Die denkmalgeschützte, am Jakobsweg Trier–Santiago de Compostela liegende Kirche St. Jakobus mit romanischem Turm aus dem 12. Jahrhundert und Langhaus aus dem 18. Jahrhundert ist das letzte Relikt des untergegangenen Dorfes Rehlingen-Littdorf (⊙).